# 雅各布·巴特菲爾德
雅各布·巴特菲爾德（英語：Jacob Butterfield；1990年6月10日—）是一位英格蘭足球運動員。在場上的位置是中場。他現在效力於英格蘭足球冠軍聯賽球隊哈德斯菲爾德足球俱樂部。他也曾效力於米德爾斯堡等球隊。

## 外部連結
- Jacob Butterfield profile
- 足球数据库：雅各布·巴特菲爾德的球员统计数据